# Ukrainische Unsterbliche
Als Ukrainische Unsterbliche wird eine Schachpartie bezeichnet, die am 9. Juli 1937 in der Meisterschaft der Ukrainischen SSR zwischen Jefim Kortschmar (1914–1978) und Jewsei Poljak (1908–1970) gespielt wurde. Unter mehreren Opfern nutzt Weiß die Grundreihenschwäche seines Gegners aus.

## Partie
|   | a | b | c | d | e | f | g | h |   |
| 8 |   |   |   |   |   |   |   |   | 8 |
| 7 |   |   |   |   |   |   |   |   | 7 |
| 6 |   |   |   |   |   |   |   |   | 6 |
| 5 |   |   |   |   |   |   |   |   | 5 |
| 4 |   |   |   |   |   |   |   |   | 4 |
| 3 |   |   |   |   |   |   |   |   | 3 |
| 2 |   |   |   |   |   |   |   |   | 2 |
| 1 |   |   |   |   |   |   |   |   | 1 |
|   | a | b | c | d | e | f | g | h |   |

Stellung nach dem 23. Zug von Weiß
Weiß: Kortschmar; Schwarz: Poljak
1. e2–e4 e7–e5 2. Sg1–f3 Sb8–c6 3. Lf1–b5 d7–d6
Die Steinitz-Verteidigung
4. d2–d4 Lc8–d7 5. Sb1–c3 Sg8–f6 6. 0–0 Sc6xd4 7. Lb5xd7+ Dd8xd7 8. Sf3xd4 e5xd4 9. Dd1xd4 Lf8–e7 10. Tf1–d1
Beim 9. DSB Kongress 1894 in Leipzig wandte Tarrasch gegen Schlechter (6. … Le7 7. Te1 war eingeschoben) nach 10. Tf1–e1 0–0 erfolgreich das Fianchetto 11. b2–b3 Tf8–e8 12. Lc1–b2 an.
10. … 0–0 11. e4–e5 Sf6–e8 12. Lc1–f4 a7–a5
Mit der Idee, den Punkt d6 mittels Ta6 zu überdecken. Besser ist 12. … Dc6 um die Fessung in der d-Linie aufzuheben.
13. Td1–d3
Gut war auch 13. Sd5
13. … Ta8–a6
Besser 13. … De6
14. Ta1–e1 Dd7–f5 15. Sc3–d5 Le7–d8 16. e5xd6 Se8xd6 17. Td3–g3 f7–f6
17. … g6 scheitert an 18. Lh6
18. Lf4–h6 Tf8–f7
Um den Punkt g7 zu decken, muss Schwarz seine Grundreihe schwächen, was Weiß in der Folge forciert ausnutzt.
19. Sd5–b4
Der Springer räumt mit Tempogewinn die d-Linie.
19. … a5xb4
19. … Tb6 geht nicht wegen 20. Dd4xd6
20. Dd4xd6
Das Damenopfer kann nicht angenommen werden, denn 20. … Txd6 21. Te8+ Tf8 22. Txg7+ führt zum Matt.
20. … Df5–d7 21. Dd6–d5
Die Dame kann immer noch nicht genommen werden, zugleich droht wegen der Fesselung des Turmes f7 nun 22. Txg7+.
21. … Kg8–f8
Auf 21. … g6 gewinnt 22. Tge3
22. Tg3xg7 Dd7xd5
Nach 22. … Txg7 wäre der Turm durch den Läufer h6 gefesselt, sodass 23. Dxd7 folgen würde
23. Tg7–g8+
Nach diesem Doppelschach gab Schwarz auf, denn auf das erzwungene 23. … Kxg8 folgt ein zweizügiges Matt durch 24. Te8+ Tf8 25. Txf8.